# Американська революція

Франклін, Шерман, Адамс, Джефферсон та Лівінгстон презентують конгресові проект Декларації незалежності США, 28 червня 1776 року.

Американська революція — ідейна та політична революція на території Британської Америки в 1765-1791 роках. Упродовж революції американці утворили незалежні штати на основі тринадцяти британських колоній та перемогли британську армію у ході війни за незалежність (1775-1783), результатом якої стало здобуття суверенітету від британської корони та утвердження конституції, що зробило Сполучені Штати Америки першою сучасною правовою державою з конституційною демократією.

## Передумови
Після перемоги в Семирічній війні 1756-63 років Велика Британія здобула панування на Північноамериканському континенті. Тепер їй належали не тільки Тринадцять колоній уздовж узбережжя Атлантики (аж до Джорджії на півдні), але й відвойовані у французів землі на півночі — частина сучасної Канади. Проте, скоро перед Великою Британією повстало нове випробування — проти її правління повстали жителі колоній.
Наприкінці XVIII століття на території 13 американських колоній проживало майже 3 млн чоловік, в основному вихідці з Великої Британії. Переважно невеликі поселення упевнено розвивались. Найбільшим містом була Філадельфія з населенням в 40 тисяч людей, у другому за розміром місті, Нью-Йорку, налічувалося 25 тисяч жителів. Північні землі освоювалися купцями, рибалками й мисливцями, на родючих угіддях півдня багатіли плантатори, але основну масу населення становили фермери, що обробляли власні землі й покладалися тільки на свої сили — саме їм було призначено зіграти вирішальну роль у прийдешній революції й закласти основи американської нації.  

Після 1765 року зростання конституційних та політичних розбіжностей напружило відносини між Великою Британією та її американськими колоніями. Патріоти протестували проти оподаткування без представництва слідом за Законом про штамп і переросли в бойкоти, які досягли свого завершення в 1773 році, коли Сини Свободи знищили партію чаю в гавані Бостона («Бостонське чаювання»). Британія відповіла, закривши Бостонську гавань і прийнявши низку карних заходів проти колонії Массачусетської затоки. Колоністи штату Массачусетс відповіли рішенням «Суффолк», і вони створили тіньшовий уряд, який прагнув контролю над сільською місцевістю від Корони. Дванадцять колоній утворили Континентальний конгрес (за винятком Джорджії) для координації їх опору, створивши комітети та конвенції, які ефективно захопили владу.

## Висунуті вимоги
Жителі Америки звикли до того, що до їхнього слова прислухаються, хоча між виборчими органами колоністів і вельможами з Лондона часто виникали суперечки. Британський уряд перебував занадто далеко й не міг реально оцінити потреби заокеанських поселенців — та й не прагнув цього. У Великій Британії (як і в інших країнах Європи) вважали, що заморські землі існують лише для блага метрополії, яка їх заснувала і протегувала, і, виходячи із цього, накладали тверді обмеження на торговельні операції колоній
Не дивно, що в Америці, яка володіла багатими ресурсами і зростаючим заповзятливим населенням так більше тривати не могло, а перемога в Семирічній війні прискорила наближення кризи. Колоністам, які прагнули до освоєння нових територій, не припало до душі прийняте наприкінці війни рішення уряду про створення індіанської резервації, обмеженою демаркаційною лінією, яку поселенцям перетинати заборонялося. Такі укази уряду, попри благі цілі, були нездійсненні. Ба більше, усунення погрози з боку французів означало, що колоністам уже не потрібно було ховатися за багнетами британських солдатів. Ці тенденції позначилися саме в той період, коли британська влада під вагою військових боргів була змушена підсилити колоніальний гніт.

## Бостонське чаювання
1765 року Британський парламент запровадив два закони: про розквартирування військ і про гербовий збір. Якщо перший (що вимагав кращого утримання британських військових) просто не сподобався колоністам, то другий, який запровадив додаткову плату за оформлення будь-яких документів і за будь-які друковані матеріали, включаючи газети, торкнувся всіх шарів суспільства й привів людей у лють. Підняли голову радикальні об'єднання, наприклад «Синів свободи». То тут, то там спалахували бунти, американські торговці відповіли ударом на удар і відмовилися закуповувати британські товари. Колоністів згуртувало нове гасло: «Ні податкам без представництва!» (у британському парламенті). У Великій Британії вже в ту пору знайшлися сили, що підтримали колоністів. Опозиція прийшла до влади й скасувала Закон про гербовий збір, але в спеціальному Деклараційному акті вказала, що за парламентом і надалі залишається непорушне право ухвалювати закони для колоній
Перепочинок виявився недовгим. 1767 року новий міністр фінансів Великої Британії обклав зборами чи не весь колоніальний імпорт. В Америці знову піднялися хвилювання, їхнім вогнищем був Бостон, столиця Массачусетса. Тут у березні 1770-го британські солдати здригнулися перед розлютованою юрбою й відкрили вогонь, вбивши кількох людей. Звістка про кровопролиття в Бостоні протверезила обидві сторони, і вони відступилися. Усі збори були скасовані, крім податку на чай, чому поселенці не стали противитися, а просто від законного ввезення чаю перейшли до його контрабанди.
Втім, тертя між британською короною й колоніями не припинялися, і черговий спалах відбувся через 3 роки, коли влади розв'язали допомогти труднощів, що випробовували, «Ост-Індійської компанії» і пішли на ряд надзвичайних заходів, включаючи податок на чай. Колоністи всіляко противилися й не давали кораблям з вантажем чаю кинути якір у своїх портах. У грудні 1773, коли губернатор Бостона все-таки дозволив розвантажити одне судно, група містян, переодягнених індіанцями племені могавків, проникнули на корабель і скинули тюки із чаєм у воду.
Британці відразу покарали колоністів за демарш, що ввійшов в історію як «бостонське чаювання»: вони закрили порт доти, поки місцеві жителі не розрахуються за зіпсований товар, але ті на такі умови не пішли. Як наслідок, повноваження місцевих органів влади були обмежені, і губернатором Массачусетса був поставлений британський генерал Гейдж, який одержав вказівки припинити смуту.

## Буря наближається
Настала година вирішальної битви. При владі у Великій Британії довго, з 1770 по 1782 роки, перебував кабінет лорда Норта, але фактично всі рішення ухвалював король Георг III, чиї впертість і недалекоглядність згубно відбивалися на політику країни. У цей же час американці, як ніколи раніше, стали готові до рішучих дій і затвердили свій план дій у вересні 1774 року на Філадельфському конгресі, що зібрав делегатів 12-ти з 13-ти колоній. У квітні 1775-го генерал Гейдж віддав таємний наказ своїм військам взяти під арешт радикальних діячів і знищити склад зброї, розташований у прилеглому Конкорді. Колоністи вчасно довідалися про ці плани й послали гінців попередити місцевих жителів про наближення британських частин.

## Перші постріли
Одержавши звістку про небезпеку, проводирі повстанців зникли, але в Лексингтоні, де війська прагнули розформувати ополчення, пролунали постріли, загинули вісім американців.
Війська ввійшли в Конкорд і виконали завдання Гейджа, але по дорозі назад раз у раз попадали під прицільний вогонь колоністів, що застосували тактику партизанської війни. Урядові частини втратили до 300 людей убитими й після повернення до Бостона виявилися в облозі.

## Початок війни
10 травня 1775 року відбувся II Континентальний конгрес, на ньому делегати довідалися про новину: Лондон відкинув пропозиції про примирення, до американських берегів наближаються нові кораблі з солдатами. Массачусетс для захисту обіцяв дати 13600 осіб, інші колонії також не хотіли відставати. У травні Джордж Вашингтон схилявся ще до прихильників мирного врегулювання конфлікту . У травні були ухвалені справді революційні рішення, включаючи проголошення незалежного уряду. 14 червня, після відкриття чергового засідання конгресу, Джон Адамс виклав ситуацію в колоніях, заговорив про надання законного статусу збройним силам і призначення головнокомандувача. Адамс заявив, що може назвати лише єдиного кандидата на цей пост - поважного землевласника з Вірджинії Джорджа Вашингтона. Питання винесли на обговорення. 15 червня 1775 року Дж. Вашингтон був обраний одноголосно . Почалася боротьба, яку американці назвали революційною, а британці — Війною Америки за незалежність.
Американці зробили вдалий рейд у травні 1775, захопивши зненацька два форти біля канадського кордону й безліч артилерійських снарядів. Потім їх спіткала невдача: безрезультатна зимова облога Квебеку поклала кінець надіям на швидку перемогу. Протягом усієї війни Канада залишалася британською й служила плацдармом для їхніх воєнних операцій. Одночасно британці зміцнили Бостон і, коли повстанці почали займати висоти на підступах до міста, під командуванням генерала Гау перейшли в контратаку. Вони обрали споконвічно помилкову тактику наступу вгору схилом, і потрапили під шквальний вогонь захисників. Позиції американців все-таки були зім'яті, але перемога при Банкерс-Гілл коштувала Гау половини його більш ніж двотисячної армії й вселила у колоністів упевненість у тому, що британців можна розгромити.
Не чекаючи, поки повстанці підтягнуть до міста захоплені у фортах гармати, британці покинули Бостон у березні 1776 року. Їхні спроби укласти мирний договір ні до чого не привели. В Америці міцніло загальне бажання повністю порвати з метрополією, а написаний народженим у Великій Британії радикалом Томом Пейном памфлет «Здоровий глузд» підсилив рішучість прихильників незалежності.

## Незалежність США
Зрештою, у липні 1776 р. Континентальний конгрес проголосував за відокремлення й прийняв Декларацію незалежності автором якої був Томас Джефферсон. У Декларації засуджувалася тиранія Георга III і проголошувалося право всіх людей на «життя, волю й прагнення до щастя». 13 колишніх колоній стали називатися Сполученими Штатами Америки.
Після невдалої спроби, заволодівши містом Чарлстон (Південна Кароліна), британці перекинули свої сили на північ, і з липня 1776 р. Гау здобув низку перемог: захопив Нью-Йорк і завдав кілька відчутних ударів по військах Вашингтона, якому довелося відступити за річку Делавер. Вашингтон не мав особливого таланту полководця, і його люди не могли зрівнятися з регулярними британськими силами, але ця сильна людина ніколи не здавалася, до того ж, в британців, які воювали на чужій території, стали виникати проблеми з припасами й поповненням.
Вашингтон підняв бойовий дух своїх військ, знову перейшовши через Делавер і захопив зненацька майже тисячний гарнізон ворога різдвяною ніччю 1776 року. Втім, в наступному році успіх знову був на боці генерала Гау, який захопив Філадельфію. Армія Вашингтона сильно порідшала тієї морозної зими.
Британців підвело безнадійно погане планування. Поки корпус Гау йшов на Філадельфію, інший генерал, Джон Бэргойн, сподіваючись з'єднатися з ним на північ від Нью-Йорка, повів своє військо з Канади вбік міста Олбані через важку місцевість, потрапляючи в засідки повстанців. У підсумку британці потрапили в оточення переважаючих сил супротивника й склали зброю під Саратогою. Натхненні успіхами повстанців французи вступили у війну на стороні Америки. Незабаром їхній приклад наслідували іспанці й голландці. Британцям, що втратили панування на морі, довелося боротися на декількох фронтах. Георг III уже готовий був піти на поступки, але американцям потрібна була тільки незалежність.

## Нова стратегія
Як би там не було, Британія продовжувала війну. Її війська пішли з Філадельфії, але втримували Нью-Йорк, на північному фронті велися бої зі змінним успіхом. У 1778 р. британці перейшли до нової стратегії, поставивши метою захоплення південних земель з їхніми плантаціями тютюну, рису та індиго.
Спочатку все йшло якнайкраще: британці зайняли Джорджію, розгромили американські й французькі частини, що намагалися захопити Савану, оточили й змусили здатися велике формування ворога під Чарлстоном і нанівець розбили генерала Гейтса — переможця Саратоги — під Камденом. Потім британський командувач лорд Корнуоліс вирішив захопити Північну Кароліну — і зробив фатальну помилку.
Американці під командуванням Натаніела Гріна відступили, попутно вимотуючи супротивника. Британці знову відійшли на землі Вірджинії, їх штаб сховався в Йорктауні, на березі Чесапікської затоки.
Американці, до того, що не дуже узгоджено діяли із союзниками, цього разу зібрали більші сили навколо британців, заблокувавши їх з моря французькими кораблями, і звернули на них шквал артилерійського вогню. Незабаром усе було завершено.

## Паризький мир
Британці здалися 19 жовтня 1781 р. По суті, війна американців за незалежність підійшла до кінця. Британські сили залишалися в Нью-Йорку ще два роки, але бойові дії велися проти французів і за межами Штатів. У вересні 1783 р. був підписаний Паризький мир, що визнав незалежність Сполучених Штатів Америки.